# Джамал аль-Хусейни

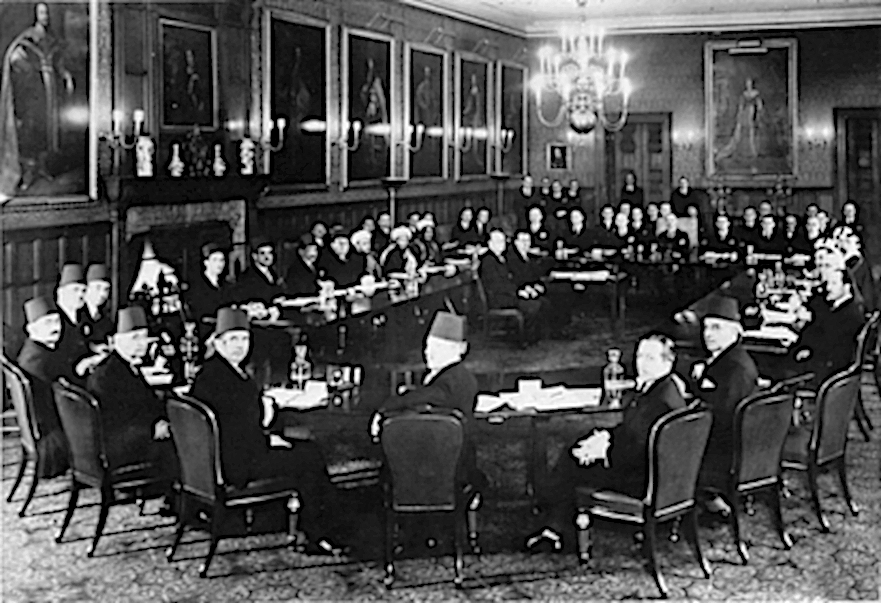
Джамал аль-Хусайни на Лондонской конференции 1939 года

Джамал аль-Хусайни (Джамал аль-Хусейни) (араб. جمال الحُسيني‎, 1893—1982) — основатель и председатель Палестинской Арабской Партии и член Верховного арабского комитета, которым руководил его брат Амин аль-Хусейни.

## Биография
Он возглавлял арабскую делегацию на Лондонской конференции 1939 года. В 1941-м году он был арестован британскими властями и выслан в Южную Родезию. В конце Второй мировой войны был освобождён и вернулся в Палестину. Осенью 1948 года он был министром иностранных дел Всепалестинского правительства.